# Чебышёвский альтернанс
Чебышёвский альтерна́нс (или просто альтерна́нс) (от фр. alternance — «чередование») — в математике такой набор точек {\displaystyle x_{1}<x_{2}<...<x_{N}}, в которых непрерывная функция одной переменной {\displaystyle g(x)} последовательно принимает своё максимальное по модулю значение, при этом знаки функции в этих точках {\displaystyle g(x_{1}),} {\displaystyle g(x_{2}),...,} {\displaystyle g(x_{N})} — чередуются.
Такая конструкция впервые встретилась в теореме о характеризации полинома наилучшего приближения, открытой П. Л. Чебышёвым в XIX веке. Сам термин альтернанс был введён И. П. Натансоном в 1950-е годы.

## Теорема Чебышёва об альтернансе
Чтобы многочлен {\displaystyle Q_{n}(x)} степени {\displaystyle n}  был многочленом наилучшего равномерного приближения непрерывной функции {\displaystyle f(x)}, необходимо и достаточно существования на {\displaystyle [a,b]} по крайней мере {\displaystyle n+2} точек {\displaystyle x_{0}<...<x_{n+1}} таких, что
```

  

    

      

        
f

        
(

        

          
x

          

            
i

          

        

        
)

        
−

        

          
Q

          

            
n

          

        

        
(

        

          
x

          

            
i

          

        

        
)

        
=

        
α

        
(

        
−

        
1

        

          
)

          

            
i

          

        

        

          
|

        

        

          
|

        

        
f

        
−

        

          
Q

          

            
n

          

        

        

          
|

        

        

          
|

        

      

    

    
{\displaystyle f(x_{i})-Q_{n}(x_{i})=\alpha (-1)^{i}||f-Q_{n}||}

  

,
```

где {\displaystyle i=0,...,n+1,\alpha =\pm 1} одновременно для всех {\displaystyle i}.
Точки {\displaystyle x_{0}<...<x_{n+1}}, удовлетворяющие условиям теоремы, называются точками чебышёвского альтернанса.

## Пример приближения функции

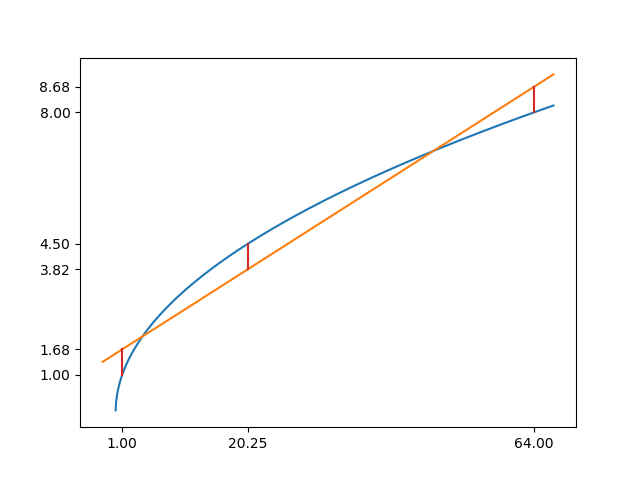
Иллюстрация

Допустим, что необходимо приблизить функцию квадратного корня с помощью линейной функции (многочлена первой степени) на интервале (1, 64). Из условия теоремы, нам необходимо найти {\displaystyle n+2} (в рассматриваемом случае — 3) точек чебышёвского альтернанса. Поэтому, в силу выпуклости разности квадратного корня и линейной функции, таковыми точками являются единственная точка экстремума этой разности и концы интервала, на котором происходит приближение функции. Обозначим {\displaystyle a=1,b=64}. {\displaystyle d} — точка экстремума.
Тогда имеют место следующие уравнения:
{\displaystyle {\sqrt {1}}-(\alpha _{0}+\alpha _{1}\times 1)=\alpha L}
{\displaystyle {\sqrt {d}}-(\alpha _{0}+\alpha _{1}\times d)=-\alpha L}
{\displaystyle {\sqrt {64}}-(\alpha _{0}+\alpha _{1}\times 64)=\alpha L}
Здесь {\displaystyle \alpha L} — разности между значениями функции и многочлена. Вычитая первое уравнение из третьего, можно получить, что
{\displaystyle \alpha _{1}={\frac {1}{9}}=0,(1)}
Так как {\displaystyle d} — точка экстремума, а линейная функция и функция квадратного корня непрерывны и дифференцируемы, определить значение {\displaystyle d} можно из следующего уравнения:
{\displaystyle ({\sqrt {x}})'(d)-\alpha _{1}=0}
Отсюда {\displaystyle d=20{\frac {1}{4}}=20,25}
Теперь можно вычислить {\displaystyle \alpha _{0}}
{\displaystyle \alpha _{0}={\frac {113}{72}}=1,569(4)}
Следовательно, наилучшее линейное приближение функции {\displaystyle {\sqrt {x}}} на интервале от 1 до 64:
{\displaystyle {\frac {1}{9}}x+{\frac {113}{72}}}.